# Пожар у катедрали Нотр Дам
Пожар у катедрали Нотр Дам избио је 15. априла 2019. године око 18.50 испод крова катедрале Нотр Дам у Паризу, а угашен је петнаест сати касније. У пожару су изгорели кров и кула на крову, а унутрашњост катедрале, горњи зидови и прозори су тешко оштећени. Већу штету спречио је камени плафон који је задржавао кров у пламену док се урушавао. Многа уметничка дела и друге реликвије су евакуисане, а док су неке које су остале унутра уништене или оштећене. Два пара оргуља и три розете из 13. века су претрпеле малу или никакву штету.
Председник Француске Емануел Макрон обећао је земљи да ће обновити катедралу и покренуо је кампању за прикупљање средстава. За мање од 48 сати од почетка пожара најављена је свота од 900 милиона евра донација. Процењује се да би обнова катедрале могла трајати двадесет и више година.

## Позадина
Изградња катедрале Нотр Дам почела је у 12. веку, а коришћен је камен за зидове и свод, док су главни кров и кула на крову направљени од дрвета. Првобитна кула на крову оштећена је ветром и скинута између 1786. и 1791. године; нова кула, направљена од храстовог дрвета и прекривена оловом, а коју је пројектовао Ежен Виоле ле Дик, дограђена је у 19. веку. Катедрала је уписана на листу Светске баштине Унеска 1991. године.
Последњих година катедрала је претрпела знатна оштећења због трошења камена, првенствено због загађења околине, јер киселе кише нагризају кречњак. Министарство културе је 2014. године проценило трошкове реновирања катедрале на 150 милиона евра.
Надбискупија Париза је 2016. године упутила апел за прикупљање 100 милиона евра у наредних пет до десет година како би се покрили трошкови одржавања и рестаурације. У време пожара, у току је била обнова на кули на крову, процењена на 6 милиона евра. Око кровова је подигнута челична скела.

## Пожар

### Почетак
Париски јавни тужилац првобитно је изјавио да је пожар почео у поткровљу катедрале око 18.50, када је катедрала била отворена за јавност. Око 18.20, чувари су најпре чули пожарни аларм и почели да евакуишу људе из катедрале, али нису видели пожар све до 18.43, када се поново огласио аларм или се огласио други аларм. Миса је била у току од 18.15. Људи су мирно евакуисани у року од неколико минута.
Према речима очевидаца, врата катедрале су се нагло затворила за њима и бели дим се почео дизати са крова. Дим је поцрнео пре него што се са куле појавио пламен, а затим је дим постао жут.

### Интервенција
Полиција је брзо евакуисала острво Сите.
Париска ватрогасна бригада редовно је вежбала за припрему у случају било каквог пожара у катедрали, укључујући и две вежбе на лицу места 2018. године.
Са ватром су се првенствено борили изнутра, у складу са уобичајеном француском ватрогасном праксом. Гашење ватре споља могло би довести до оштећења унутрашњости скретањем пламена и врелих гасова унутра(на температурама до 800 °C). Двадесет ватрогасаца се попело у два торња. Ватрогасна возила су са тла пажљиво гасила пожар, избегавајући додатно оштећење зграде. Пратећи план ватрогасне службе за овакве хитне ситуације, бродови су се брзо распоредили на реци Сени како би пумпали воду.
Гашење пожара из ваздуха није коришћено јер је то могло да оштети структуру и загрејан камен може да испуца ако се нагло охлади. Хеликоптери се нису користили због опасног струјања ваздуха али су се беспилотне летелице користиле за визуелно и термичко снимање, а роботи су коришћени за снимање и усмеравање млазева воде.

## Прикупљање прихода
Дванаест сати након почетка пожара прикупљено је преко 900 милиона евра донација од појединаца, компанија и институција за реконструкцију катедрале.
| Листа донација                  | Листа донација | Листа донација                  | Листа донација    |
| Донатор                         | Тип            | Земља                           | Свота             |
| ------------------------------- | -------------- | ------------------------------- | ----------------- |
| Породица Арно и LVMH            | Приватна       | Француска                       | 200 милиона евра  |
| Породица Бетанкур и Л'Ореал     | Приватна       | Француска                       | 200 милиона евра  |
| Породица Пино и Груп Артеми     | Приватна       | Француска                       | 100 милиона евра  |
| Total SA                        | Приватна       | Француска                       | 100 милиона евра  |
| Градска власт Париза            | Јавна          | Француска                       | 50 милиона евра   |
| BNP Paribas                     | Приватна       | Француска                       | 20 милиона евра   |
| Породица Деко и JCDecaux        | Приватна       | Француска                       | 20 милиона евра   |
| AXA                             | Приватна       | Француска                       | 10 милиона евра   |
| Породица Сафра                  | Приватна       | Бразил, Израел, САД             | 10 милиона евра   |
| Породица Буиг                   | Приватна       | Француска                       | 10 милиона евра   |
| Породица Де Лашаријер и FIMALAC | Приватна       | Француска                       | 10 милиона евра   |
| Ил де Франс                     | Јавна          | Француска                       | 10 милиона евра   |
| Сосијете женерал                | Приватна       | Француска                       | 10 милиона евра   |
| BPCE                            | Приватна       | Француска                       | 10 милиона евра   |
| Породица Кравис                 | Приватна       | САД                             | 10 милиона долара |
| Волт Дизни кампани              | Јавна          | САД                             | 5 милиона долара  |
| Креди Агрикол                   | Јавна          | Француска                       | 5 милиона евра    |
| Оверња-Рона-Алпи                | Јавна          | Француска                       | 2 милиона евра    |
| Окситанија                      | Јавна          | Француска                       | 1,5 милион евра   |
| Влада Републике Србије          | Јавна          | Србија                          | 1 милион евра     |
| Capgemini                       | Приватна       | Француска                       | 1 милион евра     |
| UiPath                          | Приватна       | Румунија                        | 1 милион евра     |
| Убисофт                         | Јавна          | Француска                       | 500.000 евра      |
| Универзитет Нотр Дам            | Приватна       | САД                             | 100.000 долара    |
| Породица Рател                  | Приватна       | Француска, Уједињено Краљевство | 50.000 евра       |
| Сегедин                         | Јавна          | Мађарска                        | 10.000 евра       |
| Секешфехервар                   | Јавна          | Мађарска                        | 10.000 евра       |
| Епл                             | Јавна          | САД                             | TBD               |
| Autodesk                        | Јавна          | САД                             | TBD               |
| Укупно                          | Укупно         | Укупно                          | 944 милиона евра  |